# Paolo Terracino
Paolo Terracino (falecido em 1575) foi um prelado católico romano que serviu como bispo de Calvi Risorta (1566–1575).

## Biografia
No dia 10 de junho de 1566, Paolo Terracino foi nomeado pelo Papa Pio V como Bispo de Calvi Risorta. Serviu como Bispo de Calvi Risorta até à sua morte em 1575.